# Боцоаја (Васлуј)
Боцоаја (рум. Boțoaia) насеље је у Румунији у округу Васлуј у општини Данешти. Oпштина се налази на надморској висини од 252 m.

## Становништво
Према подацима из 2002. године у насељу је живело 81 становника, од којих су сви румунске националности.